# Wereldvoetballer van het jaar 1993
In 1993 werd Roberto Baggio door de FIFA verkozen tot Wereldvoetballer van het jaar. 

## Resultaten
| #  | Speler             | Club                            | Punten |
| -- | ------------------ | ------------------------------- | ------ |
| 1  | Roberto Baggio     | Juventus                        | 152    |
| 2  | Romário            | PSV → FC Barcelona              | 84     |
| 3  | Dennis Bergkamp    | Ajax → Internazionale           | 58     |
| 4  | Peter Schmeichel   | Manchester United               | 29     |
| 5  | Christo Stoitsjkov | FC Barcelona                    | 22     |
| 6  | Faustino Asprilla  | Parma                           | 44     |
| 7  | Bebeto             | Deportivo La Coruña             | 16     |
| 8  | Ronald Koeman      | FC Barcelona                    | 15     |
| 9  | Anthony Yeboah     | Eintracht Frankfurt             | 13     |
| 10 | Raí                | São Paulo → Paris Saint-Germain | 12     |

## Referentie
- World Player of the Year - Top 10

1991 · 1992 · 1993 · 1994 · 1995 · 1996 · 1997 · 1998 · 1999 · 2000 · 2001 · 2002 · 2003 · 2004 · 2005 · 2006 · 2007 · 2008 · 2009